# 중촌역 푸르지오 센터파크
중촌역 푸르지오 센터파크(영어: Jungchon Daejeon Center Park)는 대한민국 대전광역시 중구 중촌동에 위치한 아파트 단지이다. 주변에는 중촌역 개통 예정이다.

## 같이 보기
- 대전광역시의 마천루 목록